# Whitbread Round the World Race 1989-90

La Whitbread Round the World Race 1989-90 fue la quinta edición de la vuelta al mundo a vela.
Por primera vez en su historia compitió un equipo totalmente femenino, a bordo del "Maiden" patroneado por Tracy Edwards.
Durante la segunda etapa, el yate "Creighton's Naturally" sufrió un semivuelco en el que dos tripulantes se cayeron al agua: Anthony (Tony) Philips y Bart van den Dwey. Aunque ambos fueron recuperados con vida Philips no sobrevivió y murió a las tres horas. Tras la autorización de sus familiares por radio su cuerpo fue devuelto al mar.
Constó de 6 etapas y comenzó y terminó en Southampton (Reino Unido).
El vencedor fue el "Steinlager 2" patroneado por el neozelandés Peter Blake, que además ganó todas las etapas.

## Etapas
| Etapa | Salida                          | Llegada                         | Vencedor     |
| ----- | ------------------------------- | ------------------------------- | ------------ |
| 1     | Southampton, Reino Unido        | Punta del Este, Uruguay         | Steinlager 2 |
| 2     | Punta del Este, Uruguay         | Fremantle, Australia            | Steinlager 2 |
| 3     | Fremantle, Australia            | Auckland, Nueva Zelanda         | Steinlager 2 |
| 4     | Auckland, Nueva Zelanda         | Punta del Este, Uruguay         | Steinlager 2 |
| 5     | Punta del Este, Uruguay         | Fort Lauderdale, Estados Unidos | Steinlager 2 |
| 6     | Fort Lauderdale, Estados Unidos | Southampton, Reino Unido        | Steinlager 2 |

## Clasificación final
| Puesto | Yate                       | Patrón                                                 | Tiempo            |
| ------ | -------------------------- | ------------------------------------------------------ | ----------------- |
| 1      | Steinlager 2               | Peter Blake                                            | 128 d 09 h 40 min |
| 2      | Fisher and Paykel          | Grant Dalton                                           | 129 d 21 h 18 min |
| 3      | Mérit                      | Pierre Fehlmann                                        | 130 d 10 h 10 min |
| 4      | Rothmans                   | Lawrie Smith                                           | 131 d 04 h 54 min |
| 5      | The Card                   | Roger Nilson / Ann Lippens                             | 135 d 07 h 15 min |
| 6      | Charles Jourdan            | Alain Gabbay                                           | 136 d 15 h 14 min |
| 7      | Fortuna Extra Lights       | Javier de la Gándara / Jan Santana / José Luis Doreste | 137 d 08 h 14 min |
| 8      | Gatorade                   | Pierre Sicouri / Hervé Jan / Giorgio Falck             | 138 d 14 h 30 min |
| 9      | Union Bank of Finland      | Ludde Ingvall                                          | 138 d 16 h 38 min |
| 10     | Belmont Finland II         | Harry Harkimo                                          | 139 d 04 h 31 min |
| 11     | Fazisi                     | Alexei Grischenko / Skip Novak / Valeri Alexeev        | 139 d 09 h 01 min |
| 12     | NBC Irland                 | Joe English                                            | 139 d 19 h 22 min |
| 13     | Bristish Satquote Defender | Colin Watkins / Frank Esson                            | 143 d             |
| 14     | Equity Low II              | Dick Nauta                                             | 148 d 23 h 50 min |
| 15     | Liverpool Enterprise       | Bob Salmon                                             | 151 d 04 h 52 min |
| 16     | Creightons Naturally       | John Chittenden                                        | 162 d 06 h 34 min |
| 17     | L'Esprit de Liberté        | Patrick Tabarly / Colin Watkins                        | 164 d 21 h 36 min |
| 18     | Maiden                     | Tracy Edwards                                          | 167 d 03 h 06 min |
| 19     | Schlussel von Bremen       | Ron Renken                                             | 170 d             |
| 20     | With Integrity             | Andy Coghill                                           | 170 d             |
| 21     | La Poste                   | Daniel Mallé                                           | 181 d 22 h 56 min |
| DNF    | Rucanor Sport              | Bruno Dubois                                           |                   |
| DNF    | Martela OF                 | Markku Wilkeri                                         |                   |